# 2001年5月中国大陆

## 5月24日
- 5月24日至25日，中央扶贫开发工作会议召开。会议指出，中共中央、国务院确定的在20世纪末基本解决农村贫困人口温饱问题的战略目标（八七扶贫攻坚计划）已基本实现[1][2][3][4]。